# Onondaga

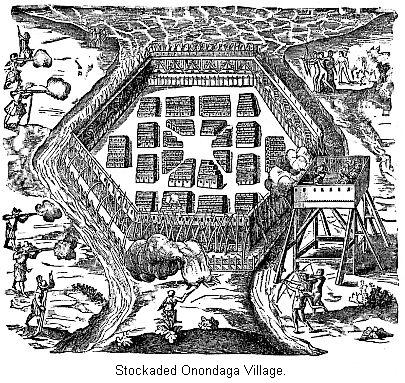
Dibuix de Samuel de Champlain del seu atac a una vila onondaga

Els onondaga són una de les cinc nacions de la Confederació Iroquesa, el qual nom volia dir "gent del lloc dels turons". Vivien als boscos del Nordest de Nord-amèrica, als marges del llac Ontario (Nova York). Avui tenen una reserva a Syracuse (Nova York) i d'altres viuen a Grand River (Ontario).
Situats en un espai central, es consideren els "Guardians del Foc" (Kayečisnakwe’nì·yu) en llengua Tuscarora a la casa comunal figurativa que acull les Cinc Nacions. Els Cayuga i els Sèneca hi fan frontera al seu oest, mentre que els Oneida i Mohawk al seu est. Per aquest motiu, la Lliga Iroquesa es va reunir històricament a la capital del govern a Onondaga, com ho fan avui els caps tribals tradicionals.
Als Estats Units, la llar de la Nació Onondaga és la reserva Onondaga. La població onondaga també viu a prop de Brantford, Ontario, al territori de les Sis Nacions del Gran Riu. Aquesta reserva solia ser un terreny de caça dels iroquesos, però gran part de la Confederació es va traslladar allà a conseqüència de la revolució americana. Encara que els britànics van prometre la seguretat de les nacions iroqueses, el Tractat de París de 1783 va cedir el territori als Estats Units.

## Història
Segons la tradició oral, el Deganawida es va apropar als Onondaga i altres tribus per fundar la Lliga Iroquesa. La tradició diu que en el moment en què la nació sèneca va debatre per unir-se als onondaga basant-se en els ensenyaments del Deganawida, va tenir lloc un eclipsi solar, un fet que va succeir probablement l'any 1142 dC, visible per a la població de la zona.
Aquesta tradició es recolza en estudis arqueològics. La datació amb carboni de llocs concrets de vivendes Onondaga mostra dates que comencen prop de l'any 1200 dC, ± 60 anys amb creixement durant centenars d'anys.

## Demografia
Potser eren uns 3.000 en el segle xviii, però el 1960 eren 1.107 a Nova York i d'altres a Ontario. El 1970 eren 800 a Nova York i 900 a Ontario. Segons Asher eren 1.500, dels quals 100 encara parlaven la llengua. Segons el cens dels EUA del 2000, hi havia 3.205 enregistrats com a Onondada, i un nombre indeterminat al Canadà.

## Llista d'onondagues
- Oren Lyons (1930 -)
- Leon Shenandoah (1915–1996)
- Tom Longboat (1886-1949)
- Canassatego, Hiawatha (ca 1684-1750)
- Tadodaho (s.d.)
- Samuel George (1795–1873)
- Madge Skelly (1903–1993)
- Lyle Thompson (1992 -)
- Tonya Gonnella Frichner (1947–2015)
- Eric Gansworth (1965 -)
- Erik J. Sorensen